# 平惟材
平 惟材（たいら の これき）は、南北朝時代の公家。桓武平氏高棟王流。正二位、権中納言平惟継の子。生没年不詳。
詳しい官歴は不明だが、尊卑分脈によると、北朝にて五位蔵人を経て、少納言を務めた。その後、南朝に伺候し四位に至った。『新葉和歌集』に2首入集しており、和歌の内容から、晩年は出家していたようである。